# 石田博英 (俳優)
石田 博英（いしだ ひろひで、1965年2月5日 - ）は、日本の俳優、声優。広島県出身。劇団昴所属。

## 出演

### テレビドラマ
- 霊感バスガイドの事件簿

### OVA
- BADBOYS2（川中陽二〈2代目〉）

### 吹き替え
- カリフォルニア・ドリーム（ダーク）
- クライム・ストーリー（マンキューソ）
- シェルビーの事件ファイル（テリー）
- スターゲイト SG-1（レイルズ）
- ハイテク武装車バイパー2（ランバート）

### 舞台
- アルジャーノンに花束を
- KAZUKI
- 怒りの葡萄
- ゴンサーゴ殺し
- 十二夜
- テムペスト
- 天涯の花
- リチャード三世